# Округ Мејсон (Мичиген)
Округ Мејсон (енгл. Mason County) је округ у америчкој савезној држави Мичиген.

## Демографија
По попису из 2010. године број становника је 28.705, што је 431 (1,5%) становника више него 2000. године.
| Група             | 2000.          | 2010.          |
| Белци             | 26.576 (94,0%) | 26.595 (92,6%) |
| Афроамериканци    | 206 (0,7%)     | 172 (0,6%)     |
| Азијати           | 78 (0,3%)      | 132 (0,5%)     |
| Хиспаноамериканци | 852 (3,0%)     | 1.150 (4,0%)   |
| Укупно            | 28.274         | 28.705         |